# Кеита (департамент)

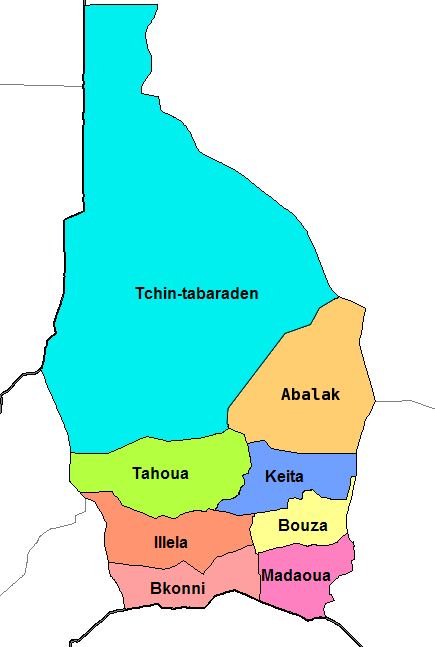
Департаменты региона Тахуа

Кеита (фр. Département Kéita) — департамент региона Тахуа Нигера. В 2001 году население департамента составляло 80 777 человек. Столицей департамента является город Кеита.
Департамент Тахуа граничит с четырьмя из 8 департаментов региона Тахуа.